# مارین آندری
مارین آندری (رومانیایی: Marin Andrei؛ زادهٔ ۲۲ اکتبر ۱۹۴۰) بازیکن فوتبال اهل رومانی بود.
از باشگاه‌هایی که در آن بازی کرده‌است می‌توان به باشگاه فوتبال استوا بخارست، باشگاه فوتبال راپید بخارست، و باشگاه فوتبال دینامو بخارست اشاره کرد.
وی همچنین در تیم ملی فوتبال رومانی بازی کرده‌است.